# Taipas do Tocantins
Taipas do Tocantins est une municipalité brésilienne située dans l'État du Tocantins.